# Prêmio de Ciências Naturais da Cidade de Viena
O Prêmio de Ciências Naturais da Cidade de Viena (em alemão:  Preis der Stadt Wien für Naturwissenschaften) é um prêmio de ciências naturais concedido anualmente desde 1947 pela cidade de Viena. É dotado com 8000 Euros.

## Recipientes
- 1947: Lise Meitner
- 1948: não houve premiação
- 1949: Georg Wagner
- 1950: Leopold Schönbauer
- 1951: Berta Karlik
- 1952: Walter Glaser
- 1953: Franz Seelich
- 1954: Gustav Götzinger
- 1955: Karl Przibram
- 1956: Erwin Schrödinger
- 1957: Felix Mandl
- 1958: Hans Hoff
- 1959: Konrad Lorenz
- 1960: Hubert Rohracher
- 1961: Alois Kieslinger
- 1962: Richard Kuhn
- 1963: Josef Meller
- 1964: Anton Grzywienski
- 1965: Erich Schmid
- 1966: Hans Böhmer
- 1967: Marietta Blau
- 1968: Erwin Deutsch-Kempny
- 1969: Hans Tuppy
- 1970: Viktor A. Frankl, Hermann Mark
- 1971: Tassilo Antoine
- 1972: Herbert Feigl
- 1973: Anton Sattler
- 1974: Heinrich Küpper
- 1975: Hubert Borowicka
- 1976: Leopold Schmetterer
- 1977: Viktor Gutmann
- 1978: Engelbert Broda
- 1979: Heinz Parkus
- 1980: Walter Thirring
- 1981: Franz Seitelberger
- 1982: Otto Hittmair
- 1983: Kurt Komarek
- 1984: Hans Nowotny
- 1985: Johannes Pötzl
- 1986: Othmar Rescher
- 1987: Helmuth Zapfe
- 1988: Fritz Paschke
- 1989: Karl Schlögl
- 1990: Friedrich Ehrendorfer
- 1991: Adolf Neckel
- 1992: Wilhelm von der Emde
- 1993: Helmut Rauch
- 1994: Rupert Riedl
- 1995: Othmar Preining
- 1996: Herbert Pietschmann
- 1997: Peter Schuster
- 1998: Marianne Popp
- 1999: Uwe Sleytr
- 2000: Anton Zeilinger
- 2001: Horst Seidler
- 2002: Johann Mulzer
- 2003: Peter Skalicky
- 2004: Friedrich Steininger
- 2005: Renée Schroeder
- 2006: Ferenc Krausz
- 2007: Friedrich G. Barth
- 2008: Michael Wagner
- 2009: Alexander von Gabain
- 2010: Karl Sigmund
- 2011: Giulio Superti-Furga
- 2012: Jörg Schmiedmayer
- 2013: Markus Arndt
- 2014: Barry Dickson